# Oshin
Oshin (おしん en japonés) es una serie de televisión japonesa que forma parte del espacio matutino Renzoku terebi shōsetsu (asadora) de la cadena pública NHK. Consta de 297 episodios de 15 minutos cada uno, siendo el primer asadora que duró un año. Durante su emisión en Japón, el nivel de audiencia alcanzó en un episodio 62.9 % de share y su promedio fue de 52.6 %. Hasta hoy, Oshin se ha traducido a varios idiomas, incluyendo el árabe. 
En 1984, la compañía Sanrio realizó un anime basado en los primeros capítulos de la serie, dirigido por Eiichi Yamamoto, con los guiones de Sugako Hashida y la presencia de la actriz Ayako Kobayashi, quien personifica al personaje principal, como seiyuu.

## Sinopsis
Oshin, una anciana viuda de 83 años nacida en 1900, viaja por Japón con su nieto adoptivo de 20 años relatándole su vida desde que se vio obligada a trabajar fuera de casa en su niñez, su matrimonio, las guerras sufridas por el país y cómo surgió la cadena de supermercados que ella y sus hijos lograron fundar. A la vez, esta travesía se da mientras el imperio familiar corre el riesgo de irse a la quiebra debido a la competencia de un local de una compañía "rival" que funcionaba cerca de la última sucursal inaugurada por el hijo y el yerno de Oshin. En la historia, se aprecia la realidad de la sociedad japonesa en sus diversos contextos del siglo XX: la era Meiji, el terremoto de 1923, la Gran Depresión de 1929, la Segunda Guerra Mundial, la posguerra, la construcción de grandes compañías mercantiles hasta su adicción al trabajo.

## Argumento
La historia comienza en tiempo presente, en 1983. Oshin Tanokura decide tomar un boleto de tren en lugar de asistir a la apertura del decimoséptimo local de su cadena de supermercados. Su familia se intranquiliza y empieza a averiguar su paradero. Kei, nieto de Oshin, recuerda la historia de una muñeca kokeshi que su abuela le contó una vez, y sobre la base de esa historia empieza a buscarla por su cuenta. La encuentra y ambos deciden regresar a casa, pero en el camino pasan por varios sitios donde Oshin había estado en varias etapas de su historia, contando una retrospectiva de su vida.

### Primeros años
Oshin nace en 1900, en la zona de Yamagata en una familia de campesinos arrendatarios que son obligados a entregar al terrateniente la mitad del arroz que cosechan. Sin tener suficiente arroz para toda la familia, los hijos son obligados a salir de casa y trabajar por comida, lo cual alivia en algo la situación de la familia que ve, sin embargo, aumentar sus deudas con el terrateniente.
La anciana Oshin comienza a contar la historia de su vida a su nieto, a partir de sus 7 años que es cuando su padre la obliga a trabajar como niñera a cambio de un saco de arroz. La niña, maltratada física y psicológicamente, es acusada de robar dinero y se le quita una moneda -el único objeto de valor que su abuela logró tener-. Oshin entonces escapa y pasa varios días recorriendo caminos entre una ventisca de nieve buscando regresar a casa, la tormenta resulta tan fuerte que hubiera muerto de frío si no es rescatada por un desertor del ejército imperial japonés llamado Shunsaku, quien la acoge en su casa junto a un anciano cazador, enseñándole a leer, escribir, contar, hasta que se derrita la nieve. Luego, el ejército los encuentra y Shunsaku es asesinado por su deserción, entonces los soldados le ofrecen llevar a Oshin a su casa a lo cual ella se niega para no poner en peligro a su familia. De Shunsaku solo posee como recuerdo una armónica que le entregó antes de morir. En ese lapso se revela que el dinero por el cual Oshin fue acusada de ladrona fue tomado por el padre de la familia sin decir nada, apenado devuelve la moneda que le quitó a la niña, sin embargo toma el saco de arroz entregado anticipadamente por el trabajo de Oshin que no cumplió, lo que molesta mucho a su padre y no la recibe de buena manera al saber la reputación de su hija al ser encontrada con un desertor. A sus ocho años es enviada a trabajar como niñera en una casa de comerciantes de arroz. Oshin, siendo querida por la matriarca de la familia termina siendo amiga de la hermana mayor de la niña que está cuidando, Kayo, que no es mucho mayor que ella. En ese sitio aprende a coser, cocinar, contabilidad y la ceremonia del té. Tiempo después, cuando muere su abuela, la pequeña Oshin se determina firmemente, que con ella nunca se repetiría la misma historia de pobreza y miseria por el sistema del arrendamiento agrícola.

### Juventud y vida matrimonal
A sus 16 años conoce a Kota -un revolucionario que promueve huelgas y sindicatos en favor de campesinos y trabajadores a pesar de provenir de una familia terrateniente- quien se enamora de ella. Kayo, quien también se enamora de él, le dice que Oshin se ha comprometido en casamiento y huye con él. Oshin rompe el compromiso por el desagrado hacia su novio -un hombre feo y sin modales- y regresa a su casa agradeciendo y disculpándose con la familia que tanto la apreció.
De regreso en casa encuentra a su hermana mayor, Haru, que se enfermó de tuberculosis en la fábrica donde trabajaba. En su lecho de muerte aconseja a Oshin no ir a trabajar como empleada en un bar -contrato que su padre había negociado- que en realidad era una casa de citas y le da dinero para ir a Tokio donde una amiga estilista. En la peluquería ella aprende a hacer peinados estilo tradicional japonés y occidental -en auge en esos momentos-. Como peinadora independiente va a un bar donde fue llamada recomendada por sus amigas y primeras clientes, ahí encuentra a Kayo quien le cuenta que trabaja como mesera y que apenas sabe de Kota cuanto la visita después de sus campañas revolucionarias que duran meses. Oshin entonces le cuenta que la familia de Kayo sufre mucho por la muerte de su hermana menor y que el negocio de su familia solo la tiene a ella. Entonces Kayo regresa, renunciando a Kota y se casa con un hombre que al no sentirse amado engendra un hijo con una Geisha haciendo infeliz a Kayo.
Antes de la partida de Kayo, Oshin conoce a un amigo de ella, Ryuzo Tanokura, un comerciante de telas miembro de una familia de terratenientes de quien se enamora, y se casa engendrando a un niño. Su matrimonio no fue aprobado por nadie; su padre, quien recibía dinero de Oshin para construir una casa y que su hijo primogénito pudiera casarse se opuso al matrimonio por miedo de perder la ayuda de Oshin; la madre de Ryuzo también se opuso al matrimonio por no estar a la altura de su hijo y amenazándole con expulsarle de la familia. Su sirviente, Genji, buscaba hacer entender a Ryuzo que su mala decisión le llevaría a la ruina y que tome el consejo de su padre quien le ofreció que tuviera dos esposas, lo cual rechazó por considerarlo inmoral. Finalmente se casan a escondidas y van a vivir juntos con Genji, éste, al conocer la inteligencia, bondad y gracia de Oshin escribe a sus patrones pidiendo que aceptaran a Oshin por considerarla la mejor esposa para su Ryuzo. El padre de Ryuzo entonces visita a la nueva pareja de esposos y les da su aprobación permitiéndoles administrar el negocio que financió a su hijo. En esa visita Oshin recibe el telegrama que le comunica que su padre está agonizando por cirrosis, ella entonces va sola a ver a su padre -reconociendo que su padre puede estar molesto con Ryuzo-, él le recibe con pesar y lamentándose el haber impedido su casamiento, viendo eso Oshin le dice que se ha casado, lo cual contenta y alivia a su padre y muere feliz.
Por la crisis financiera, Oshin no tuvo tranquilidad económica, tenían muchas deudas y lo perdieron todo durante el Gran terremoto de Kantō en 1923, en el cual Genji falleció, su casa y su trabajo fueron destruidos, así que tuvieron que vivir temporalmente en casa de los suegros en la región de Saga. Dado que el matrimonio no fue aprobado por la suegra Kiyo, Oshin tuvo grandes dificultades para convivir con la familia, se partió un brazo al intentar escapar y tuvo un aborto a causa del duro trabajo en el campo. Finalmente, se marchó de la casa con su primer hijo pero sin su marido, y trató de rehacer su vida, desgraciadamente, su brazo roto le impedía trabajar como estilista. Así que tuvo que desempeñar otros trabajos, hasta que con ayuda de su marido, con quien se reencuentra años después, logran fundar una pescadería pequeña, luego de que un catastrófico tifón arrasara con las cosechas de arroz en Saga. 
Para entonces, el mundo se enfrentaba a la Gran Depresión de 1929, y el matrimonio Tanokura debía buscar otras formas de supervivencia. Asimismo, Oshin, en este mismo año daba a luz a un tercer hijo, a quien llamó Hitoshi contando con la ayuda de su madre durante el parto. Al mismo tiempo, como consecuencia de la conflictiva e incontrolable relación que Kayo tenía con su fallecido esposo,  y por sentirse culpable de la bancarrota del negocio familiar, optó por suicidarse, dejando a su hijo Nozomi, al cuidado de Oshin y de Ryuso. En este mismo período, Fuji, la madre de Oshin, muere después de haber contraído leucemia y por su avanzada edad. En la década de los 30, Oshin y Ryuso adoptan a otra niña llamada Hatsuko, nacida en Yamagata, al igual que Oshin, en un hogar de campesinos arrendatarios. Pero al contrario que Oshin en su primer trabajo, la niña se volvió parte de la familia y pudo acceder a la escuela. Asimismo, Oshin esperaba a otra niña, a quien la llamaron Tey, siendo atendida por Hatsuko. En medio del caos de la depresión y de las guerras en las que Japón se veía envuelto, Oshin veía a sus hijos crecer y avanzar con sus estudios primarios, secundarios, incluso, universitarios.

### Segunda Guerra Mundial
En 1939, estalla la Segunda Guerra Mundial y para entonces Ryuso y Oshin trabajaban fabricando ropa infantil, y cambiaron a la ropa militar. Dos años después, en 1941, a causa del ataque a la base norteamericana Pearl Harbor, Japón estaba en guerra con EE.UU y sus aliados. Esto supuso una verdadera y nueva encrucijada para Oshin y su familia. Y, de la misma manera, su hijo mayor Takeshi, tuvo que enlistarse en el ejército japonés, para defender la soberanía nacional, siendo obligado a interrumpir su carrera en la universidad. Para entonces, comenzaron a verse una serie de amenazas de ataques aéreos por parte de los aliados.
Antes de que Hitoshi se enlistase también en el ejército como piloto juvenil, Ryuso y Oshin se ven obligados a enviar a Tey lejos de casa, a un lugar lejano a los ataques aéreos, los cuales eran una amenaza constante, esto entre 1944 y 1945. En efecto, una noche de julio de 1945, la casa de Oshin también es víctima de un bombardeo, ante el cual, sobrevivieron milagrosamente, logrando también salvar su casa. Desafortunadamente, Oshin, su esposo y sus dos hijos (adoptivos) que se habían quedado en casa, reciben la lamentable noticia que Takeshi, el primogénito de la familia, había fallecido en un combate de las Filipinas, y también sospecharon sobre la posible muerte de Hitoshi. 
Semanas después, la prensa comunicaba sobre los bombardeos a Hiroshima y Nagasaki y los bárbaros efectos de la radioactividad, así como la rendición de Japón ante los aliados, dando por terminada a la Segunda Guerra Mundial; otros conflictos bélicos también finalizaban. Esta noticia acaba con la moral de Ryuso, por lo que a la mañana siguiente de haber escuchado esta información, Ryuso parte lejos de su casa despidiéndose emotivamente de todos, para luego, acabar con su vida en un descampado en las montañas. Dos días después, Oshin y su familia recibieron la trágica noticia de su "honorable muerte", al no soportar la derrota de Japón, la pérdida de dos de sus hijos y también por sentirse responsable de la situación de su país. La muerte de Ryuso causó una profunda indignación a su madre Kiyo (quien afortunadamente se había reconciliado con Oshin en los mismos años 20) y se disculpó con ella por la forma en que  Ryuso había muerto y por dejarla viuda con sus hijos.
Más tarde, Oshin es testigo del feliz y sorpresivo regreso de su hijo Hitoshi de la lucha en los frentes bélicos, lo cual alivió ligeramente su dolor. Oshin le comunicó a su hijo sobre la muerte de Ryuso, lo cual, hizo que Hitoshi se sintiera orgulloso de lo que hizo su padre, porque él hubiese hecho lo mismo. Su hijo también le cuenta que logró sobrevivir gracias a que no pudo despegar con su avión a causa de una avería y también por el fin de la guerra. Mientras se intenta mitigar la situación familiar en el caos de la posguerra, Tey se reúne finalmente con su madre y sus hermanos, aunque Oshin mantiene las esperanzas del regreso de Takeshi, pero un amigo suyo del ejército, confirmó sus peores temores. Oshin, habiendo enviudado y perdido a Takeshi, estaba decidida a reconstruir su vida y la de su familia y a recuperar todo lo perdido durante la guerra. En ese momento, Oshin recordó las palabras del desertor Shunsaku, que cuando niña le advirtió que un día aborrecería la guerra. Ya en 1946, su hija Hatsuko decide dejar la casa para ir a trabajar en Tokio para enviar dinero a casa y ayudar a su familia a sobrevivir al desastre de posguerra.

### Vida posterior
Para la década de 1950, Hatsuko había estado trabajando en un bar estadounidense en Tokio. En este lapso de ocupación, los norteamericanos decidieron emprender algunos negocios en Japón y liberar por fin a los campesinos arrendatarios. En esto, Oshin, logra dar con su paradero, dado que Hatsuko no les había avisado a nadie en donde se encontraba y la trae de regreso a casa. La familia Tanokura afrontaba su larga serie de aperturas y cierres de negocios en sus intentos de sobrevivir, hasta que finalmente, se abre el primer local de los supermercados Tanokura y Oshin recibía la noticia del nacimiento de su primer nieto.  
La serie sigue hasta el presente -1983-, y cuenta la historia de Oshin como mujer de avanzada edad con sus hijos y sus experiencias en el mundo de los negocios con sus supermercados, hasta que se quiere adquirir la tienda de un amigo -Kota- que fue de tendencia comunista en los años 20 hasta que es obligado a renunciar a su ideología, volviendo a los tiempos en que comienza la novela.

## Casting
- Ayako Kobayashi es Oshin (6 a 10 años).
- Yūko Tanaka es Oshin (16 a 46 años).
- Nobuko Otowa es Oshin (50 a 84 años).
- Pinko Izumi es Fuji, madre de Oshin.
- Shiro Ito es Sakuzo, padre de Oshin.
- Michio Oji es Naka, la abuela.
- Yuichi Yoshioka es Shoji, hermano mayor.
- Eriko Watanabe es Tora, cuñada.
- Nobuko Sendo → Hiromi Senno es Haru, hermana mayor.
- Tomiko Watanabe es Riki.
- Guts Ishimatsu es Ken.
- Namiki Shiro es Ryuzo.
- Watase Tsunehiko es Kota.
- Azuma Terumi es Kayo Yashiro.

## Detrás de cámaras
La historia de Oshin está basada en la historia de Katsu Wada, la madre del empresario japonés Kazuo Wada, fundador de la cadena de supermercados Yaohan. La estructura de la obra se desarrolla a través de una serie de cartas anónimas ensambladas por el guionista Sugako Hashida. Sobre esto Hashida llegaría a decir:

No se puede describir el pasado de una mujer de la era Meiji estando en su lecho de muerte...Sentí que hablar de sus dificultades como aprendiz y 'su estancia en un burdel' era una obligación de una generación necesitada de honorabilidad. Pero la temática era tan fuerte que las televisoras se negaban a producir la serie. NHK llegó a decirme 'no podemos hablar de la era Meiji'. El problema se resolvió cuando el director (esa) estación, Mikio Kawaguchi, dió su aprobación
Sugako Hashida, creador de Oshin, 1992

## Influencia
Oshin, la protagonista de la historia, se constituyó en una figura simbólica de la perseverancia, demostrando que una persona nunca debería renunciar, incluso en los momentos más difíciles. Su influencia llegó a personas no sólo de Japón, sino de los países donde se transmitió la serie. El luchador de sumo Takanosato se rebautizó como Oshin Yokozuna cuando fue promovido como Yokozuna a pesar de padecer de diabetes. Así mismo, en los 1990s se utilizó el término Oshin Diet para designar a la dieta a base de arroz y rábanos que los japoneses se vieron obligados a consumir durante la crisis financiera de esa década. Y una línea de cruceros que atravesaba el río Mogami pasó a llamarse Oshin Line.
Oshin disfrutó de una popularidad especial en los otros países asiáticos, especialmente en los países del Cercano Oriente. Incluso hoy en día, la actriz Ayako Kobayashi es recibida con especial cariño cuando visita esos países. En Vietnam, el término ô-sin se convirtió en un eufemismo para designar a las trabajadoras domésticas. Oshin es mencionada en la novela gráfica Persépolis, de Marjane Satrapi. La serie también fue exhibida en Cuba donde tuvo un éxito notable al punto de que al poco tiempo de iniciarse las transmisiones ya muchos padres habían llamado Oshín a sus hijas recién nacidas.

## Emisión internacional
- Argentina: Telefe (1992-1993).
- Bolivia: ATB (1992-1993) y Red PAT (2016).
- Brasil: Rede Manchete (1990-1991) y Rede Globo (2000-2001).
- Chile: Megavisión (1993-1994) y ETC (2016).[7]
- Colombia: Canal A (1992-1993) y Canal Capital (1998-1999).
- Costa Rica: Canal 2 (1992-1993).
- Cuba: Cubavisión (1990-1991) y Multivisión (2018).
- Ecuador: Teleamazonas (1994-1995) y Ecuador TV (2011, 2012-2013).
- El Salvador: YSWX-TV Canal 12 (1990-1991).
- Estados Unidos: Univision (1988-1989).
- Guatemala: Televisiete (1989-1990).
- Indonesia: TVRI (1986-1987).
- México: Imevisión (1988-1989).
- Paraguay: SNT (1993-1994) y Paravisión (2016-2017).
- Perú: TV Perú (1992-1993).
- Puerto Rico: WAPA-TV (1989-1990).
- República Dominicana: CERTV (1989-1990).
- Singapur: Channel 8 (1984-1985).
- Uruguay: Montecarlo Televisión (1992-1993).
- Venezuela: VTV (1991-1992).